# 五料宿

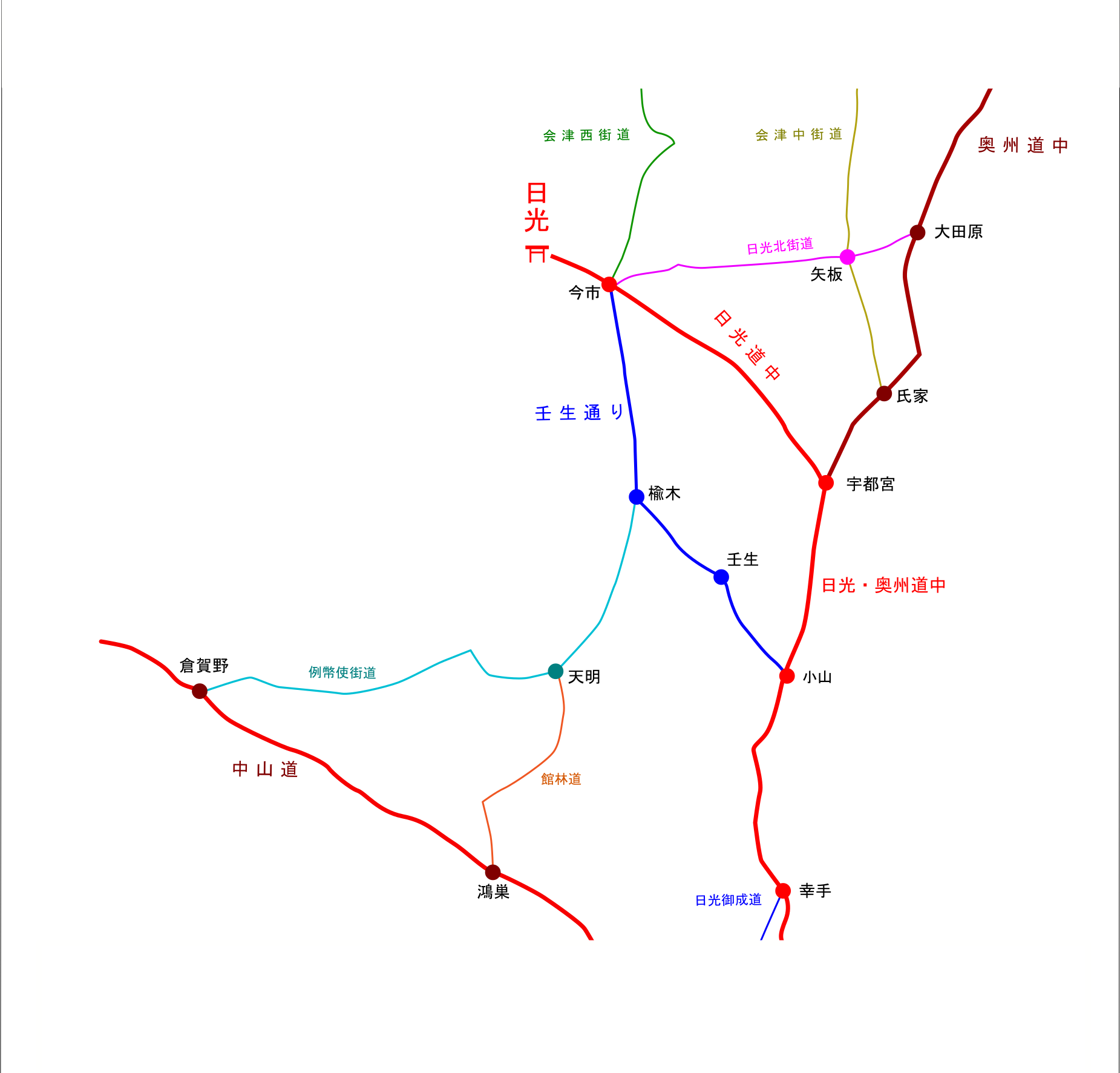
日光例幣使街道と周辺の主要街道

五料宿（ごりょうしゅく）は、日光例幣使街道の宿場町の一つ。現在の群馬県玉村町五料、利根川の右岸に位置する。

## 概要
1601年、前橋藩により例幣使街道唯一の五料関所が設けられ、関所に接する形で数軒の宿による小さな宿場町が形成された。例幣使街道の渡し船の渡船地点でもあり、舟運の中継地にもなっていたため、交通の要衝として評価され1616年には関所が幕府公認になった。

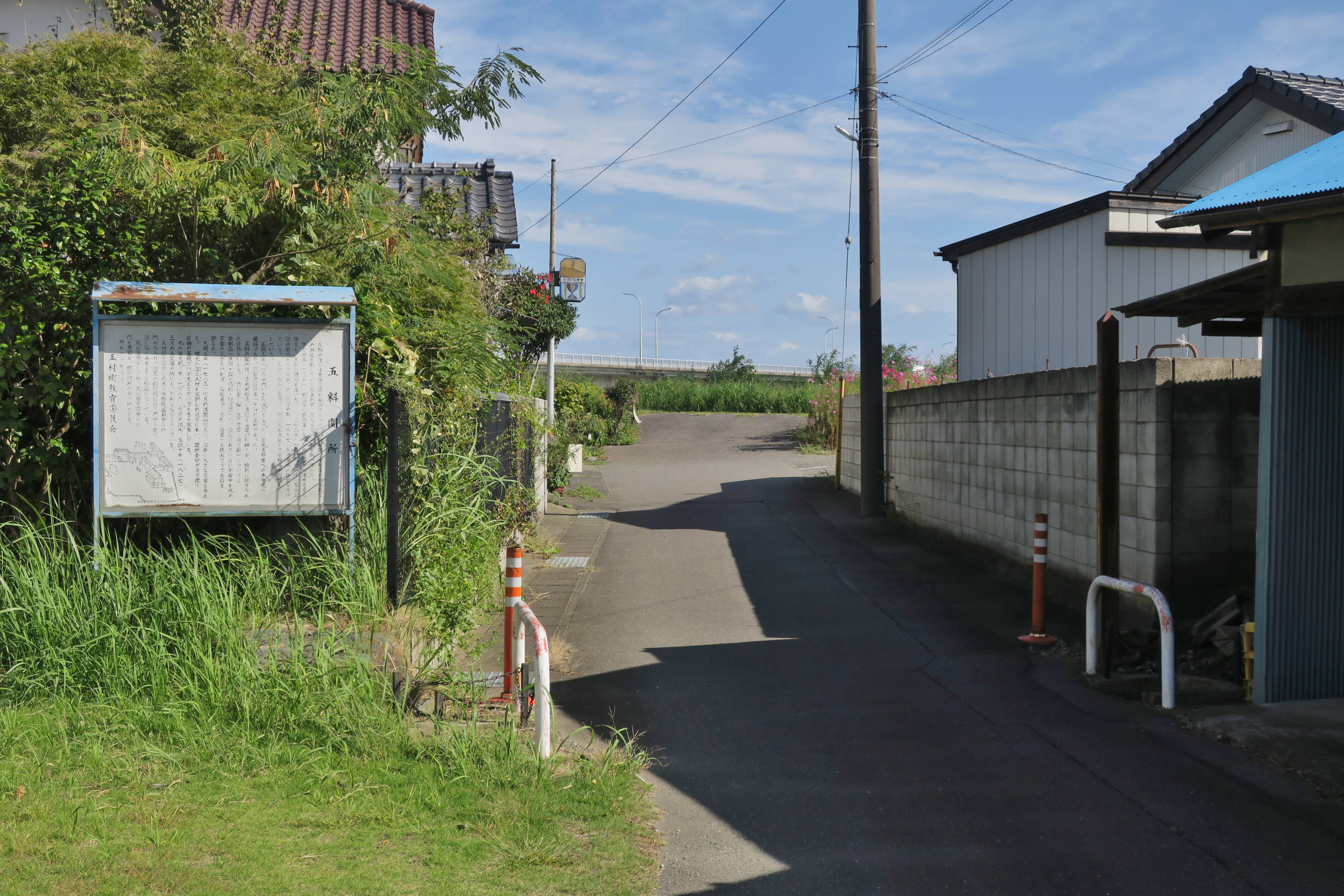
五料関所
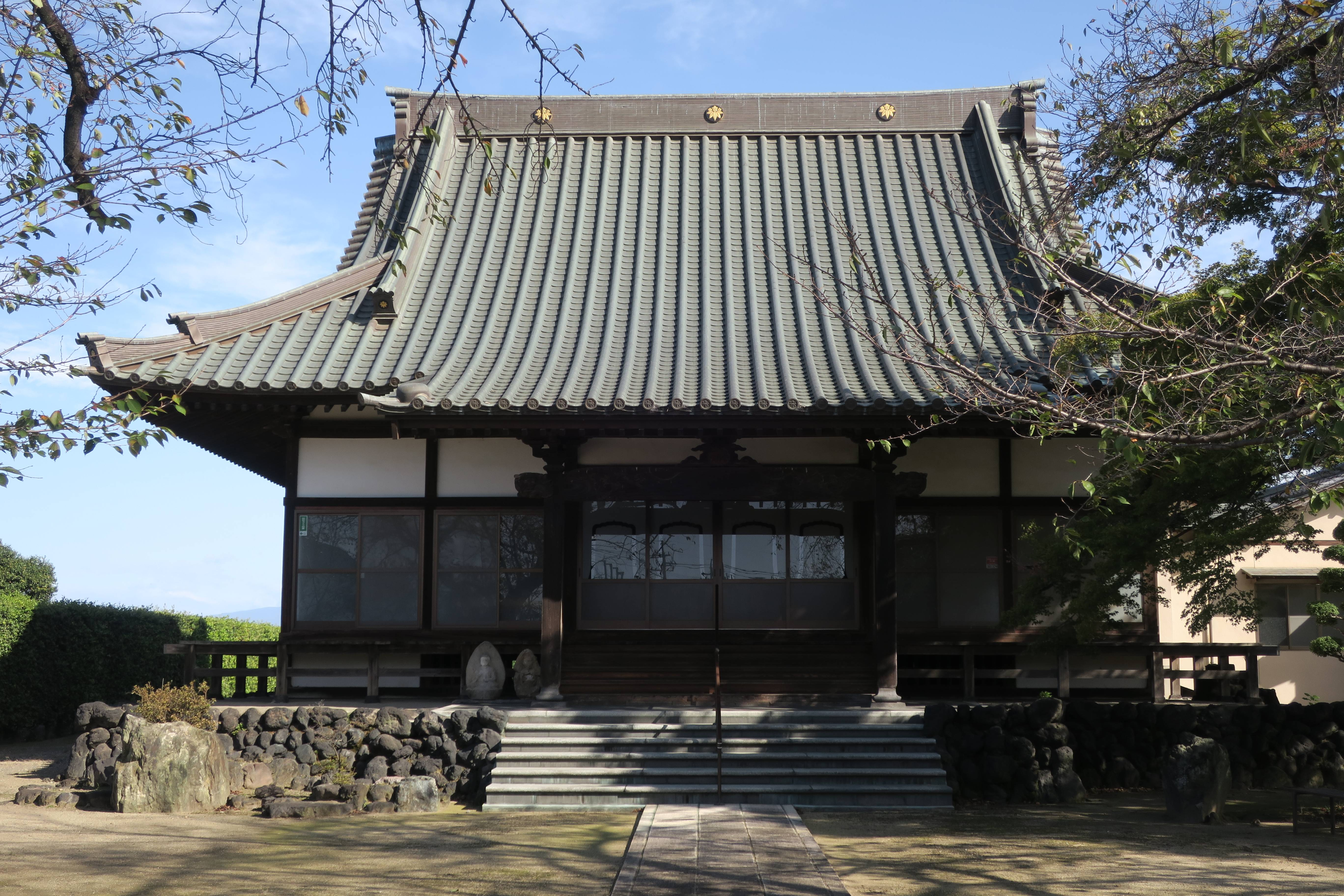
常楽寺

## 災害
1783年7月8日、浅間山の天明大噴火に伴う土石流が五料宿にも到達し、関所が屋根まで埋まるなどの被害が出て、しばらくの間、機能不全に陥った。